# Ковылино (Московская область)
Ковы́лино — деревня в Клинском районе Московской области России.
Относится к сельскому поселению Петровское, до муниципальной реформы 2006 года относилась к Елгозинскому сельскому округу. Население — 0 чел. (2010).

## Население
| 1852 | 1859 | 1890 | 1926 | 2002 | 2006 | 2010 |
| ---- | ---- | ---- | ---- | ---- | ---- | ---- |
| 110  | ↘94  | ↗95  | ↘73  | ↘0   | →0   | →0   |

## География
Расположена в юго-западной части Клинского района, вблизи автодороги Р107 Клин — Лотошино, примерно в 27 км к юго-западу от города Клина, на правом берегу небольшой речки Судниковки (бассейн Иваньковского водохранилища). На территории зарегистрировано садовое товарищество. Ближайшие населённые пункты — деревни Тархово и Княгинино.

## Исторические сведения
В 1567—1569 гг. упоминается как деревня Кобылино, на плане 1784 года — Коблина, на карте Московской губернии Ф. Ф. Шуберта 1860 года — Кобыловка.
В «Списке населённых мест» 1862 года Кобылина — казённая деревня 1-го стана Клинского уезда Московской губернии по правую сторону Волоколамского тракта, в 31 версте от уездного города, при колодцах, с 14 дворами и 94 жителями (43 мужчины, 51 женщина).
По данным на 1890 год входила в состав Петровской волости Клинского уезда, число душ составляло 95 человек.
В 1913 году — 18 дворов.
По материалам Всесоюзной переписи населения 1926 года — деревня Тарховского сельсовета Петровской волости, проживало 73 жителя (30 мужчин, 43 женщины), насчитывалось 15 крестьянских хозяйств.
С 1929 года — населённый пункт в составе Клинского района Московской области.